# Jackson, Wyoming
Jackson är en stad i delstaten Wyoming i USA, belägen i dalen Jackson Hole i den västligaste delen av Wyoming. Staden är huvudort i Teton County och även dess enda stad, med 9 577 invånare vid 2010 års folkräkning. Staden kallas ibland felaktigt Jackson Hole, men detta namn syftar på dalen, inte staden själv.

## Geografi
Jackson ligger i Jackson Hole-dalen, mellan bergskedjorna Teton Range och Gros Ventre Range. Teton Range är det mest kända turistmålet och är lätt att nå från dalen, medan Gros Ventre Range till stora delar består av svårtillgänglig terräng. Genom staden flyter Flat Creek, en biflod till Snake River.

## Historia
Staden och Jackson Hole-dalen är döpta efter pälsjägaren David Edward Jackson (1788–1837), som övervintrade vid Jackson Lake norr om staden i början av 1800-talet.

## Näringsliv

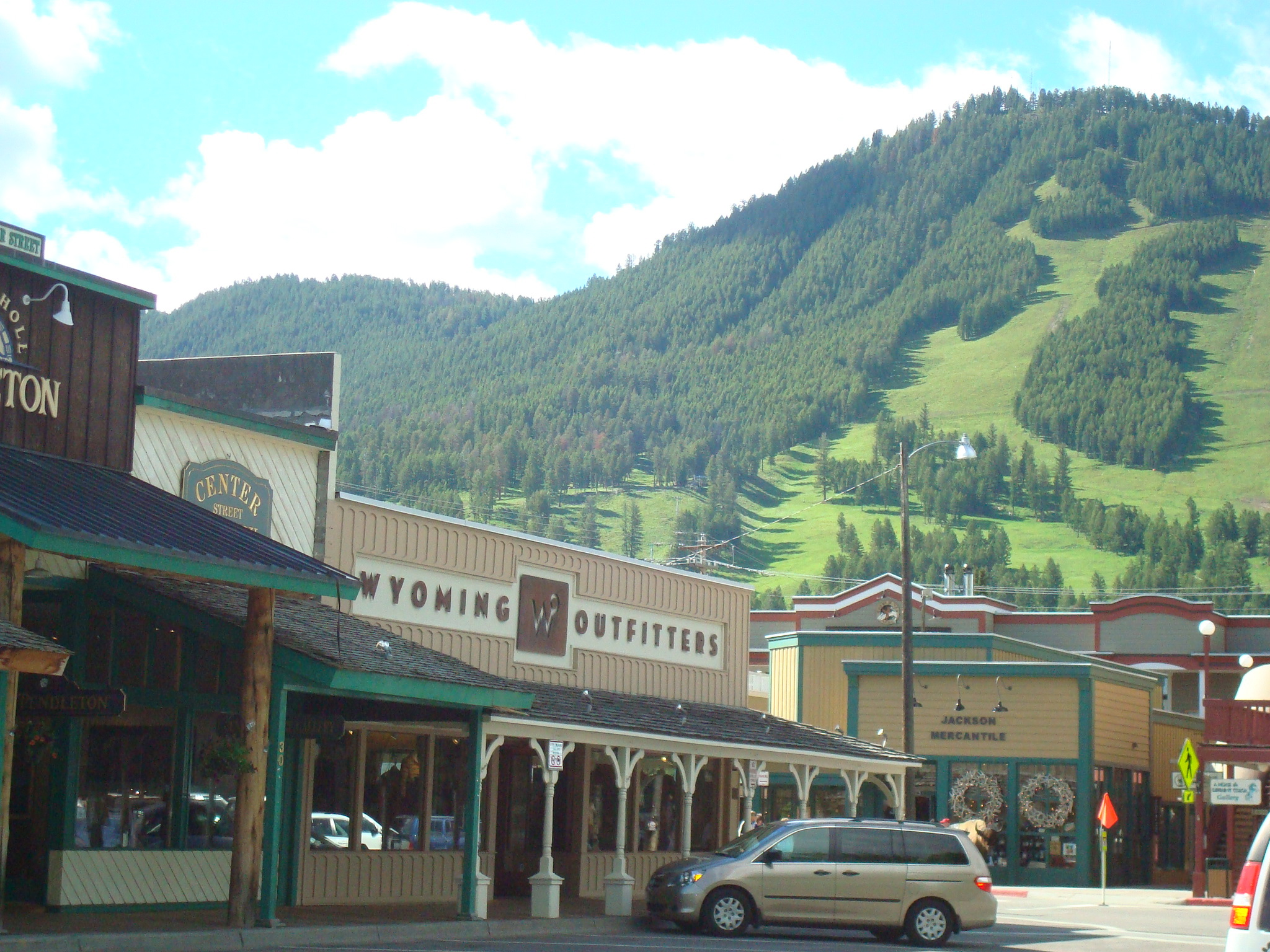
Gatuvy från centrala Jackson.

Omkring 97 procent av marken i Teton County är statligt ägd, och Jackson är den enda staden i området. Natur- och skidturism är en viktig näringsgren i regionen och staden har många restauranger, hotell och butiker som riktar sig till turister.

## Sevärdheter och turism
Jackson är ett viktigt centrum för naturturism i västra USA, och i närheten ligger bland andra nationalparkerna Grand Teton National Park och Yellowstone National Park samt reservatet National Elk Refuge. Staden är också centralort för en vintersportregion. Strax utanför staden ligger skidområdet Snow King och 20 km åt nordväst ligger skidområdet Jackson Hole Mountain Resort i orten Teton Village. Skidanläggningen Grand Targhee ligger omkring en timme västerut i Alta.

## Kommunikationer
Strax utanför staden ligger flygplatsen Jackson Hole Airport (JAC), som 2014 var delstaten Wyomings mest trafikerade flygplats räknat i passagerarantal. Bussförbindelse finns till bland annat Salt Lake City och även till närliggande turist- och småorter. Den federala vägen U.S. Route 26/89/189/191 passerar genom staden i nord-sydlig riktning och förbinder Salt Lake City-regionen med Yellowstones nationalpark.

## Kända invånare
- Nikki Sixx (född 1958), rockmusiker, medlem av banden Mötley Crüe och Sixx A.M.
- Michael Jagmin (född 1985), rocksångare, medlem av bandet A Skylit Drive.
- Matt Mead (född 1962), republikansk politiker, Wyomings guvernör sedan 2011.
- Milward L. Simpson (1897–1993), republikansk politiker, Wyomings guvernör 1955–1959.
- Resi Stiegler (född 1985), alpin skidåkare.
- Christy Walton (född 1949), delägare i Walmart, miljardär och filantrop.